# Klapphatt

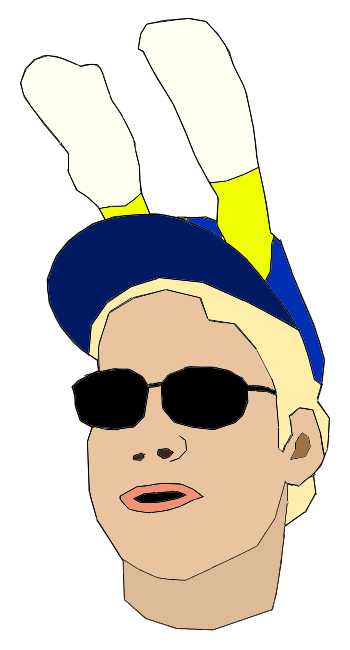
En man iförd klapphatt.

Klapphatt är en huvudbonad av kepstyp, utrustad med två armar i tyg som fästs ovanför kepsens skärm. Bäraren av klapphatten kan medelst ett snöre styra dessa tygarmar till att utföra en klappande rörelse; därav benämningen klapphatt.
Hatten uppfanns av den danske multikonstnären Peter Wendelboe och lanserades i röd-vita färger inför 
Europamästerskapet i fotboll för herrar 1984 av hattmakare Rene Sørensen. Han tog patent på namnet och har tillverkat mer än en halv miljon exemplar i olika färger, men flest röd-vita. Dansk Boldspil-Union sålde 25 000 klapphattar inför Världsmästerskapet i fotboll 2018 i Ryssland.

## Användning
Klapphatten används mer eller mindre uteslutande av åskådare och supporters i anslutning till större sportevenemang. Klaphat är även ett danskt slanguttryck för dum person.